# Katchem Kate
Katchem Kate è un cortometraggio muto del 1912 diretto da Mack Sennett.

## Produzione
Il film, che fu prodotto dalla Biograph Company, venne girato in California.

## Distribuzione
Distribuito dalla General Film Company, il film - un cortometraggio di 194 metri - uscì nelle sale cinematografiche USA il 13 giugno 1912. Nelle proiezioni, veniva programmato con il sistema dello split reel, accorpato in un'unica bobina con un altro cortometraggio prodotto dalla Biograph, la comica Neighbors.
Copia della pellicola, che è stata conservata, è stata distribuita in VHS dalla Grapevine Video.